# Танахаси, Хироси
Хиро́си Танаха́си (яп. 棚橋弘至, род. 13 ноября 1976, Огаки, Гифу) — японский рестлер и актёр, известный по выступлениям в New Japan Pro-Wrestling (NJPW).
Танахаси считается одним из величайших рестлеров всех времен, его достижения в NJPW включают рекордные восемь чемпионских титулов IWGP в тяжелом весе, два титула интерконтинентального чемпиона IWGP, два титула чемпиона Соединённых Штатов IWGP в тяжёлом весе, три титула командного чемпиона IWGP, один титул чемпиона NEVER в открытом весе и три титула командного чемпиона NEVER в открытом весе шести человек. В общей сложности Танахаси выиграл 21 чемпионский титул в NJPW. Он также трижды выигрывал главный турнир NJPW G1 Climax (2007, 2015 и 2018) и дважды, в 2005 и 2008 годах, завоевывал New Japan Cup. Он признан четвертым борцом, завоевавшим Тройную корону NJPW, и вторым, завоевавшим Большой шлем, что делает его одним из самых титулованных борцов NJPW.
Благодаря рабочим соглашениям NJPW с Consejo Mundial de Lucha Libre (CMLL), Pro Wrestling Noah и Revolution Pro Wrestling Танахаси также владел несколькими чемпионствами в этих промоушнах.
Когда Танахаси был введен в Зал славы Wrestling Observer в 2013 году, Дэйв Мельтцер заявил, что «вы можете привести убедительные аргументы в пользу того, что он является лучшим исполнителем на ринге в современном бизнесе», добавив, что он был «главной звездой в возвращении New Japan Pro-Wrestling из ужасной формы несколько лет назад в компанию № 2 в мире».

## Личная жизнь
Танахаси женился на своей жене в 2003 году, у них двое детей — сын Сирю и дочь Кохару.
В рамках сотрудничества с файтингом Tekken 7 от Namco в 2017 году персонаж видеоигры Ларс Александерссон получил многие черты Танахаси, включая его экипировку, тематическую песню и технику борьбы.

## Титулы и достижения
- Consejo Mundial de Lucha Libre

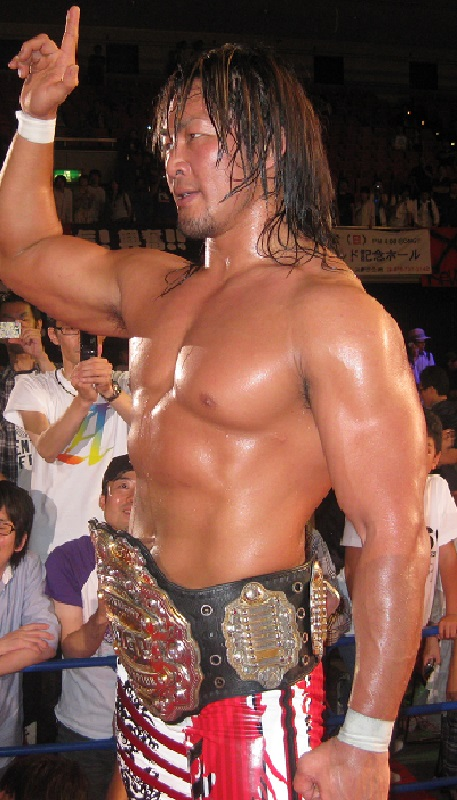
Танахаси — восьмикратный чемпион IWGP в тяжелом весе

  - Командный чемпион мира CMLL (1 раз) — с Дзюсином Лайгером[4]
  - Чемпион мира CMLL среди трио (1 раз) — с Окумурой и Тайчи[5]
  - Универсальный чемпион CMLL (2013)[6]
- New Japan Pro-Wrestling
  - Чемпион IWGP в тяжёлом весе (8 раз)[7]
  - Интерконтинентальный чемпион IWGP (2 раза)[8][9]
  - Чемпион Соединённых Штатов IWGP в тяжёлом весе (2 раза)[10]
  - Командный чемпион IWGP (3 раза) — с Ютака Ёси (1), Синсукэ Накамура (1) и Кота Ибуси (1)[11]
  - Чемпион IWGP U-30 в открытом весе (2 раза)[12]
  - Чемпион NEVER в открытом весе (1 раз)[13]
  - Командный чемпион NEVER в открытом весе шести человек (3 раза) — с Майклом Элгином и Ёситацу (1), Манабу Наканиси и Рюсуке Тагути (1), и Рикошетом и Рюсуке Тагути (1)
  - Четвертый чемпион Тройной короны NJPW[13]
  - Второй чемпион Большого шлема NJPW[10]
  - G1 Climax (2007, 2015, 2018)[14][15][16]
  - G2 U-30 Climax (2003)[17]
  - New Japan Cup (2005, 2008)[18][19]
  - Турнир за титул чемпиона IWGP в тяжёлом весе (2007)[20]
  - Лига чемпионства IWGP U-30 в открытом весе (2005)
  - Однодневный командный турнир U-30 (2004) — с Тайдзи Исимори[21]
  - Командная награда MVP в тяжелом весе (2005) с Синсукэ Накамурой[22]
  - Награда за боевой дух (2003)[23]
  - Награда новой волны (2002)[24]
  - Награда за выдающиеся достижения (2003, 2004)[23][25]
  - Лучший бой в одиночном разряде (2004) против Хироёси Тэндзана 15 августа[25]
  - Награда молодому льву (2001)[26]
  - New Japan Pro-Wrestling MVP (2018)[27]
- Nikkan Sports
  - Награда за боевой дух (2003)[28]
  - Награда MVP (2011, 2014, 2018)[29][30][31]
  - Награда за матч года (2009) против Синсукэ Накамуры 8 ноября[32]
  - Награда за матч года (2012) против Кадзутики Окады 12 февраля[33]
- Pro Wrestling Illustrated
  - № 3 в топ 500 рестлеров в рейтинге PWI 500 в 2013[34]
- Pro Wrestling Noah
  - Командный чемпион GHC (1 раз) — с Юдзи Нагатой[7]
- Revolution Pro Wrestling
  - Чемпион Британии в тяжелом весе (1 раз)[35]
- Tokyo Sports
  - Награда за бой года (2012) против Кадзутики Окады 16 июня[36]
  - Награда за боевой дух (2003, 2006)[37]
  - Награда MVP (2009, 2011, 2014, 2018)[38][39][40][41]
  - Награда за выдающиеся достижения (2007)[42]
- Wrestling Observer Newsletter
  - Вражда года (2012, 2013) против Кадзутики Окады[43][44]
  - Самый харизматичный (2013)[44]
  - Самый выдающийся рестлер (2012, 2013)[43][44]
  - Матч года (2012) против Минору Судзуки 8 октября[43]
  - Матч года (2013) против Кадзутики Окады 7 апреля[44]
  - Матч года (2016) против Кадзутики Окады 4 января[45]
  - Рестлер года (2011—2013)[43][44][46]
  - Рестлер десятилетия (2010-е)[47]
  - Самый харизматичный рестлер десятилетия (2010-е)[47]
  - Зал славы Wrestling Observer Newsletter (2013)[1]